# الإطار الدولي للتعاون في مجال الطاقة النووية
الإطار الدولي للتعاون في مجال الطاقة النووية بدأ الإطار الدولي للتعاون في مجال الطاقة النووية (IFNEC) وسابقا كان يطلق عليه الشراكة العالمية للطاقة النووية (GNEP) كاقتراح أمريكي أعلنه وزير الطاقة الأمريكي صموئيل بودمان في 6 فبراير 2006 لتشكيل شراكة دولية لتشجيع استخدام الطاقة النووية وإغلاق دورة الوقود النووي بطريقة تقلل من النفايات النووية وخطر الانتشار النووي.

## الفكرة
كان الاقتراح أن يقسم العالم إلى:
- «دول موردة للوقود» والتي تزود وقود اليورانيوم المخصب وتستعيد الوقود المستهلك.[2]
- «دول مستخدمة» التي تدير محطات الطاقة النووية كما الشراكة العالمية للطاقة النووية.[3]

## الحيثيات
الاقتراح أصبح مثير للجدل في الولايات المتحدة ودوليا حيث قدم كونغرس الولايات المتحدة تمويلا أقل بكثير للشراكة العالمية للطاقة النووية مقارنة بما طلبه الرئيس جورج بوش. انتقدت منظمات الحد من التسلح في الولايات المتحدة الاقتراح الداعي إلى استئناف المعالجة باعتباره مكلفا ويزيد من مخاطر الانتشار.
انتقدت بعض الدول والمحللون مقترح الشراكة العالمية للطاقة النووية للتمييز بين الدول باعتبار أن دورة الوقود النووي ستصنف الدول إلى من «يملكون» ومن «لا يملكون».
في أبريل 2009 أعلنت وزارة الطاقة الأمريكية إلغاء المكون المحلي للولايات المتحدة من الشراكة العالمية للطاقة النووية
في عام 2010 تم تغيير اسم الشراكة العالمية للطاقة النووية إلى الإطار الدولي للتعاون في مجال الطاقة النووية.
الإطار الدولي للتعاون في مجال الطاقة النووية هي الآن شراكة دولية مع 25 دولة شريكة و 28 دولة مراقبة وشريكة وثلاثة مراقبين من المنظمات الدولية.

## ممثلوا المنظمات الدولية
ممثلوا ومراقبو المنظمات الدولية هم:
- الوكالة الدولية للطاقة الذرية
- المنتدى الدولي للجيل الرابع
- المفوضية الأوروبية

يعمل الإطار الدولي للتعاون في مجال الطاقة النووية بالإجماع بين شركائه بناء على بيان مهمة الشراكة العالمية للطاقة النووية المتفق عليه سابقا.